# Enter Shikari
Enter Shikari is een Engelse post-hardcoreband uit St Albans, Hertfordshire. In hun nummers komen ook elementen voor uit genres zoals techno, dubstep, drum and bass en chiptune. Zij werden in 2003 opgericht en vernoemd naar de boot van een familielid van een der bandleden. Shikari betekent ook 'jager', in het Perzisch, Hindi, Nepalees, Urdu en Punjabi.

## Biografie

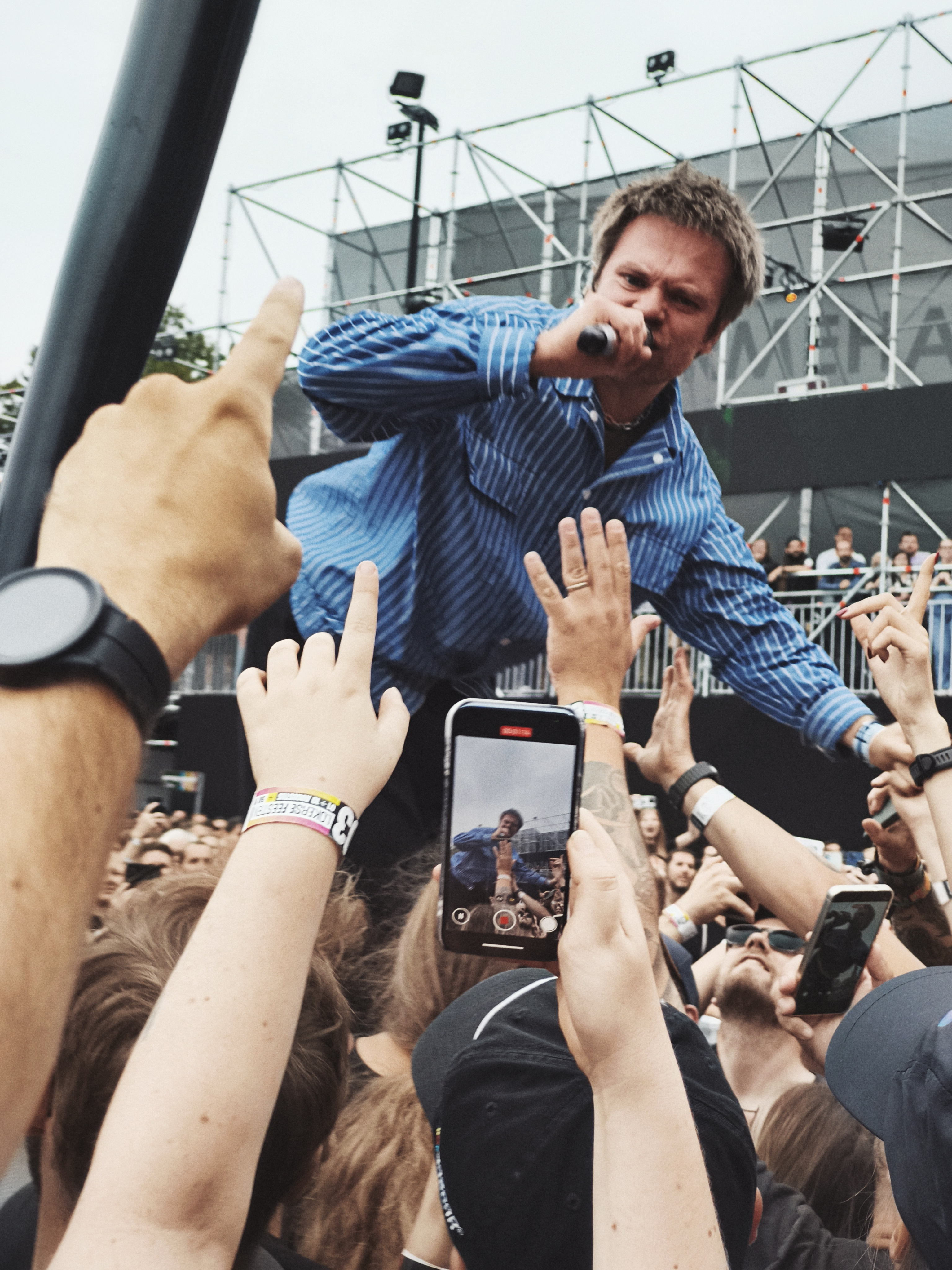
Reynolds tijdens een optreden met Enter Shikari op de Lokerse Feesten 2025.

Enter Shikari kwam voort uit een band genaamd Hybryd. Ook toen combineerden ze al post-hardcore en trance-elementen. Ze staan bekend omwille van het vele toeren en stonden al op diverse grote Britse festivals, waaronder Download Festival. Ze verkochten ook de London Astoria uit zonder dat ze getekend waren op een label.
Ze kregen heel wat aanbiedingen van grote platenlabels maar besloten hun eigen label op te richten, Ambush Reality. Hun eerste single, "Mothership", was enkel als download beschikbaar. Daarna brachten ze ook de single "Sorry You're Not A Winner" en "OK Time For Plan B" uit.
Hun volgende single was "Anything Can Happen In The Next Half Hour", die uitgebracht werd op 5 maart 2007. Deze ging aan het album Take to the Skies vooraf dat op 19 maart uitkwam. De single die hierop volgde is "Jonny Sniper".
Ze deden hun eerste volledige Europese tour in april 2007 met onder andere een optreden op Groezrock. Later kwamen ze nog naar Rock Werchter, Pukkelpop en de AB in Brussel.
Ze hebben ook het Lowlands festival bezocht en gaven op 8 oktober 2007 een concert in Nederland in Tivoli (Utrecht).
Op 23 januari 2009 heeft Enter Shikari een concert gegeven in de Melkweg. Ook in 2009 heeft Enter Shikari Lowlands aangedaan.
Op 15 juni 2009 kwam het tweede studioalbum van de band uit, genaamd Common Dreads.
Tijdens hun shows maakt Enter Shikari graag gebruik van lichtringen in allerlei kleuren. Ook zijn deze lichtjes bevestigd aan de gitaren waardoor de show een heel lichtspel wordt. Tijdens de show zijn er regelmatig breaks die Rou opvult met Drum and Bass Dubstep en andere Dance. De andere leden dansen hierop en maken het publiek gek. Alle bandleden zijn hierbij even actief.

## Discografie

### Albums
| Album met eventuele hitnotering(en) in de Nederlandse Album Top 100 | Datum van verschijnen | Datum van binnenkomst | Hoogste positie | Aantal weken | Opmerkingen   |
| ------------------------------------------------------------------- | --------------------- | --------------------- | --------------- | ------------ | ------------- |
| Take to the skies                                                   | 19-03-2007            | -                     |                 |              |               |
| The zone                                                            | 12-11-2007            | -                     |                 |              | Verzamelalbum |
| Common dreads                                                       | 15-06-2009            | -                     |                 |              |               |
| Live at Milton Keynes – Bootleg series vol. 1                       | 2009                  | -                     |                 |              | Livealbum     |
| Tribalism                                                           | 22-02-2010            | -                     |                 |              | Verzamelalbum |
| Live at Rock City – Bootleg series vol. 2                           | 2010                  | -                     |                 |              | Livealbum     |
| Live from Planet Earth – Bootleg series vol. 3                      | 11-07-2011            | -                     |                 |              | Livealbum     |
| A Flash Flood Of Colour                                             | 13-01-2012            | 21-01-2012            | 74              | 1            |               |
| The Mindsweep                                                       | 19-01-2015            | -                     |                 |              |               |
| The Spark                                                           | 22-07-2017            | -                     |                 |              |               |
| Nothing Is True & Everything Is Possible                            | 17-04-2020            | -                     |                 |              |               |

| Album met hitnotering(en) in de Vlaamse Ultratop 200 albums | Datum van verschijnen | Datum van binnenkomst | Hoogste positie | Aantal weken | Opmerkingen |
| ----------------------------------------------------------- | --------------------- | --------------------- | --------------- | ------------ | ----------- |
| Take to the skies                                           | 2007                  | 21-04-2007            | 89              | 8            |             |
| Common dreads                                               | 2009                  | 04-07-2009            | 94              | 2            |             |
| A flash flood of colour                                     | 2012                  | 28-01-2012            | 42              | 2            |             |

### Singles
| Single met eventuele hitnotering(en) in de Nederlandse Top 40 | Datum van verschijnen | Datum van binnenkomst | Hoogste positie | Aantal weken | Opmerkingen |
| ------------------------------------------------------------- | --------------------- | --------------------- | --------------- | ------------ | ----------- |
| Mothership (demo)                                             | 2006                  | -                     |                 |              |             |
| Sorry You're Not a Winner / OK Time For Plan B                | 2006                  | -                     |                 |              |             |
| Anything Can Happen In The Next Half Hour                     | 2007                  | -                     |                 |              |             |
| Jonny Sniper                                                  | 2007                  | -                     |                 |              |             |
| We Can Breathe In Space, They Just Don't Want Us To Escape    | 2008                  | -                     |                 |              |             |
| Juggernauts                                                   | 2009                  | -                     |                 |              |             |
| No Sleep Tonight                                              | 2009                  | -                     |                 |              |             |
| Thumper                                                       | 2010                  | -                     |                 |              |             |
| Destabalise                                                   | 2010                  | -                     |                 |              |             |
| Quelle Surprise                                               | 2011                  | -                     |                 |              |             |
| Sssnakepit                                                    | 2011                  | -                     |                 |              |             |
| Gandhi Mate, Gandhi                                           | 2011                  | -                     |                 |              |             |
| Arguing With Thermometers                                     | 2012                  | -                     |                 |              |             |
| Warm Smiles Do Not Make You Welcome Here                      | 2012                  | -                     |                 |              |             |
| The Paddington Frisk                                          | 2013                  | -                     |                 |              |             |
| Radiate                                                       | 2013                  | -                     |                 |              |             |
| Rat Race                                                      | 2013                  | -                     |                 |              |             |
| The Last Garrison                                             | 2014                  | -                     |                 |              |             |
| Never Let Go Off The Microsope                                | 2014                  | -                     |                 |              |             |
| Anaesthetist                                                  | 2015                  | -                     |                 |              |             |
| Torn Apart                                                    | 2015                  | -                     |                 |              |             |
| Slipshod (Urbandawn Remix)                                    | 2015                  | -                     |                 |              |             |
| Redshift                                                      | 2016                  | -                     |                 |              |             |
| Hoodwinker                                                    | 2016                  | -                     |                 |              |             |
| Supercharge (feat. Big Narstie)                               | 2017                  | -                     |                 |              |             |
| Live Outside                                                  | 2017                  | -                     |                 |              |             |
| Rabble Rouser                                                 | 2017                  | -                     |                 |              |             |
| The Sights                                                    | 2017                  | -                     |                 |              |             |
| Take My Country Back                                          | 2018                  | -                     |                 |              |             |
| Undercover Agents                                             | 2019                  | -                     |                 |              |             |
| Stop the Clocks                                               | 2019                  | -                     |                 |              |             |

### Ep's
Uitgegeven door de band en verkocht bij optredens voor de release van Take to the Skies
| Jaar | Titel                                        |
| ---- | -------------------------------------------- |
| 2003 | Nodding acquaintance EP                      |
| 2003 | Sorry you're not a winner EP                 |
| 2004 | Anything can happen in the next half hour EP |

### Videografie
- Anything Can Happen in the Next Half Hour
- Mothership
- Sorry You're Not a Winner (2006 versie)
- OK! Time for Plan B
- Anything Can Happen in the Next Half Hour (2007 versie)
- Jonny Sniper
- We Can Breathe In Space (They Just Don't Want Us to Escape)
- Juggernauts
- No Sleep Tonight
- Thumper
- Destabilise
- Quelle Suprise
- Sssnakepit
- Arguing With Thermometers
- Pack Of Thieves
- The Paddington Frisk
- Radiate
- Rat Race
- The Last Garrison
- Slipshod
- Anaesthetist
- Live Outside
- Rabble Rouser

### Erkenningen
- Kerrang! Awards: Beste Britse nieuwkomer (2006)
- Kerrang! Troffee's/Lezers Poll: Best onbekende band (2006)
- NME kent toe: John Peel Award voor Muzikale Innovatie (2007) - de toekenning werd gegeven aan de band toen zij lostprophets bij een NME toekennen tonen op 15 Februari, 2007 steunden.
- Gewonnen in Rock Sound voor de poll wie zal het maken in 2007
- Kerrang! Awards: Geest van Onafhankelijkheid (2007)
- Kerrang! Awards: Beste liveband (2007)
- De Digitale Toekenning van BT: De Kunstenaar van de doorbraak van het Jaar in samenwerking met BBC 6Music.

### Videospellen
- De band heeft een instrumentaal lied gemaakt genaamd "Enter Shikari vs. Blue Dragon" voor de videogame Blue Dragon voor Xbox 360.
- Het lied  "Sorry You're Not A Winner" kwam voor in EA Sports' NHL 08.
- Het lied " O.k. Time for Plan B" kwam voor in EA Sports' Madden NFL 08.